# Copenhagen Vikings
Die Copenhagen Vikings sind ein Inline-Skaterhockey-Verein aus der dänischen Hauptstadt Kopenhagen. Die Vikings sind zurzeit der Rekordmeister Dänemarks mit 13 Meisterschaftstiteln.

## Geschichte
Der Verein wurde im Jahre 1987 unter dem Namen Carlsro Rollers in Rødovre gegründet. Der Name fiel auf Carlsro, da alle Gründungsmitglieder in dieser Gegend aufwuchsen. Dennoch wurde der Vereinsname einige Male geändert und gelang schließlich über die Dumbo Rollers und die Rødovre Vikings zu seiner heutigen Bezeichnung. In ihrer Premierensaison konnte bei der ersten inoffiziellen dänischen Meisterschaft der dritte Platz erreicht werden. 1991 wurden die Vikings bei der ersten offiziellen Meisterschaft in Dänemark dänischer Meister.

## Erfolge
- Dänische Meisterschaft: 1991, 1993, 1998, 1999, 2000, 2001, 2002, 2003, 2004, 2005, 2006, 2007, 2013 2. Platz: 1994, 1996, 1997, 2008, 2009, 2012 3. Platz: 1987, 2010, 2011
- Europapokal: 2002, 3. Platz: 1998, 2005
- Europapokal der Pokalsieger: 3. Platz: 2012